# Majora
A Majora é uma empresa portuguesa, dedicada ao fabrico de jogos de tabuleiro, brinquedos e jogos infantis e juvenis.

## Jogos clássicos da Majora
- Loto: Era o jogo da noite de Natal.
- Mikado: Jogo de pauzinhos em que é necessária paciência e destreza.
- O Sabichão: Nos anos 80 era uma espécie de Google das crianças, respondia sempre.
- Jogo da Glória:  Composto por dois dados, peões e 63 casas.

## História
A Majora foi fundada em 1939, no Porto, por Mário José António de Oliveira e foi pioneira na produção de brinquedos em Portugal. Os anos 50 foram anos importantes para a consolidação da marca no imaginário coletivo português que se apresentou ao mercado com os didáticos cubos da Carochinha, o Rapa o Tacho e a Roda da Sorte. O primeiro jogo de tabuleiro da Majora foi o Pontapé ao Goal e o famoso Sabichão que viria a nascer na década de 60 tem atualmente 54 anos.
Até 1992 a Majora produziu sob licença o mundialmente conhecido Monopólio, editado pela Hasbro e é autora de jogos como o Mikado, o Loto e o Jogo da Glória, jogos que individualmente totalizam mais de 1.5 milhões de unidades vendidas. Personagens como o Ruca, o Noddy e o Panda, utilizados sob licença, deram estimulo à Majora em anos passados.
Em março de 2013 a empresa de brinquedos encerrou a fábrica no Porto, tendo sido adquirida adicionalmente com o seu espólio em 2014 pela The Edge SGPS, holding do investidor e empreendedor José Luís Pinto Basto.

## A Marca
A marca é o maior ativo da Majora portadora de grande notoriedade e reputação. A marca teve a capacidade de se manter presente todos estes anos no mercado português continuando a marcar a infância de várias gerações. O estímulo ao desenvolvimento cognitivo das crianças de diferentes idades e das suas capacidades de autonomia, bem como as ilustrações apelativas foram e continuam a ser características distintivas da Majora.
A Majora regressou às prateleiras no natal de 2016 com o objetivo de voltar a reunir famílias e aproximar gerações: pais com filhos, irmãos com irmãos, avós com netos e amigos com amigos. A sua missão, além de fazer crianças felizes, é promover as relações humanas, e ajudar pais e educadores a combater o uso excessivo do digital pelas crianças, que brincam cada vez mais isoladas.  A Majora incentiva o uso de jogos tradicionais, como os jogos de tabuleiro e de família, a prática de atividades ao ar livre e através deles trazer diversão, sonhos e inspiração às crianças.
Como marca que atua num setor altamente competitivo e global a Majora mantém o seu compromisso com a qualidade e design, com o desenvolvimento de jogos e brinquedos que permitam estimular competências de criatividade, relacionais e de empreendedorismo.

## Rebranding
Construído a partir do famoso quebra-cabeças Tangram, o logótipo original da Majora representa uma criança a jogar com uma bola. Apostada em promover o tempo de qualidade entre famílias e amigos, a Majora redesenhou o seu logo com novas imagens e mensagens que pretendem comunicar diversão e momentos felizes.
Neste tempo em que jogar é cada vez mais uma experiência virtual, individual e não presencial, a Majora é e continuará a ser um agregador de pessoas. Porque, além das ligações virtuais, os jogos Majora promovem ligações humanas. Está na altura de levantar os olhos do ecrã e brincar, também, olhos nos olhos. Pais com filhos, irmãos com irmãos, amigos com amigos, velhos com novos, novos com novos, todos juntos, no mesmo espaço, no mesmo tempo, unidos por uma marca que renova um convite a todas as infâncias.
Brinca comigo, joga comigo, aprende comigo, diverte-te comigo, ri comigo, imagina comigo, cresce comigo. Assim como sempre fizemos.